# Рождественське (Благовіщенський район)
Рожде́ственське (рос. Рождественское, башк. Рождественский) — присілок у складі Благовіщенського району Башкортостану, Росія. Входить до складу Ільїно-Полянської сільської ради.
Населення — 104 особи (2010; 98 в 2002).
Національний склад:
- росіяни — 81 %